# Dance!...Ya Know It!
Dance!...Ya Know it! – album remiksowy wydany w 1989 przez wykonawcę R&B, Bobby'ego Browna. Album zawiera remiksy różnych piosenek z albumów King Of Stage i Don't Be Cruel oraz utwór "On Our Own", singel ze ścieżki dźwiękowej filmu Pogromcy duchów II.

## Recenzje
Album został przyjęty dość chłodno. Został uznany za próbę wyciągnięcia pieniędzy spowodowaną sukcesem poprzedniej płyty Browna, Don't Be Cruel.

## Lista utworów
1. "Roni"
2. "Rock Wit'cha"
3. "Girl Next Door"
4. "Don't Be Cruel"
5. "Every Little Step"
6. "On Our Own"
7. "Baby, I Wanna Tell You Something"
8. "My Prerogative"
9. "Seventeen"